# 卡洛·安诺瓦齐
卡洛·安诺瓦齐（義大利語：Carlo Annovazzi，1925年5月24日—1980年10月10日），意大利男子足球运动员，场上位置是中场。他曾代表意大利国家队参加1950年国际足联世界杯，结果获得第七名。